# Condado de Richland (Ohio)

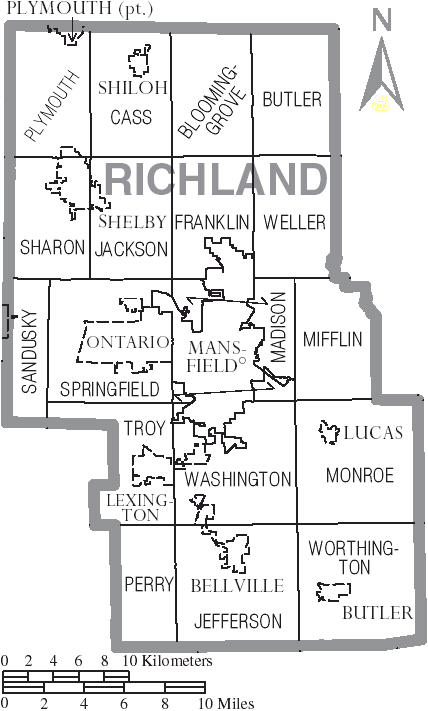
Mapa do condado.

O Condado de Richland é um dos 88 condados do estado americano de Ohio. A sede do condado é Mansfield, e sua maior cidade é Mansfield. O condado possui uma área de 1 296 km² (dos quais 9 km² estão cobertos por água), uma população de 128 852 habitantes, e uma densidade populacional de 100 hab/km² (segundo o censo nacional de 2000). O condado foi fundado em 1813.